# Tot'ma
Tot'ma è una città della Russia occidentale, situata nell'Oblast' di Vologda.